# Toiana
Toiana é um gênero de mariposa pertencente à família Acrolepiidae.